# Niederdorla
Niederdorla là một đô thị thuộc huyện Unstrut-Hainich trong bang Thüringen, Đức. Đô thị này có diện tích 14,64 km².